# セルヒオ・ゴイコチェア
セルヒオ・ゴイコチェア（Sergio Goycochea、1963年10月17日 - ）は、アルゼンチン・ブエノスアイレス州出身の元サッカー選手。ポジションはゴールキーパー。選手時代はPKストップの名手として知られた。

## 経歴
リーベル時代にはプンピードの控えながら、リベルタドーレス・カップ、トヨタカップなどで優勝を果たした。
1990年にイタリアで開催された1990 FIFAワールドカップでは、グループリーグのソビエト連邦代表戦で正GKのネリー・プンピードが負傷するとレギュラーの座を掴んだ。当初は不安定な守備を見せていたが、準々決勝のユーゴスラビア代表戦、準決勝のイタリア代表戦と二度のPK戦において好守備を見せて、アルゼンチンの決勝進出に貢献した。
1991年にはFIFA選抜チームに選ばれ、同年10月8日にドイツ・ミュンヘンで開催されたユニセフ・チャリティマッチのドイツ代表戦に出場した。
その後もアルゼンチン代表の正キーパーとしてコパ・アメリカ1991、コパ・アメリカ1993連覇に貢献し、大会MVPい輝いた。1993年9月5日に行われた1994 FIFAワールドカップ・南米予選のコロンビア代表戦では5失点を喫した。1994年にアメリカ合衆国で開催された本大会ではルイス・イスラスが全試合にスタメン出場したため、メンバー入りするも出場機会はなかった。
1998年に現役を引退後、アルゼンチンでサッカーを中心にスポーツジャーナリストとして活動している。

## 人物
ゴイコチェアは選手時代、PK戦において強さを発揮していたが、「直前にピッチで小便をする」というゲン担ぎをしていた。これは1990 FIFAワールドカップ準々決勝のユーゴスラビア代表戦においてPK戦に突入したため、競技場のトイレに行くことができず、仕方なくピッチ脇で用を足したところ勝利したことが由来となっている。

## 代表歴

### 出場大会
- 1987年 - 1994年 アルゼンチン代表
  - 1987年 - コパ・アメリカ（4位）
  - 1990年 - FIFAワールドカップ（準優勝）
  - 1991年 - コパ・アメリカ（優勝）
  - 1992年 - キング・ファハド・カップ（優勝）
  - 1993年 - コパ・アメリカ（優勝、大会MVP）
  - 1994年 - FIFAワールドカップ(出場無し)

### 試合数
- 国際Aマッチ 44試合 0得点（1987年-1994年）[4]

| アルゼンチン代表 | 国際Aマッチ | 国際Aマッチ |
| 年               | 出場        | 得点        |
| ---------------- | ----------- | ----------- |
| 1987             | 1           | 0           |
| 1988             | 0           | 0           |
| 1989             | 0           | 0           |
| 1990             | 7           | 0           |
| 1991             | 13          | 0           |
| 1992             | 4           | 0           |
| 1993             | 16          | 0           |
| 1994             | 3           | 0           |
| 通算             | 44          | 0           |